# Binggu
Binggu (kinesiska: 丙谷镇, 丙谷) är en köping i Kina. Den ligger i provinsen Sichuan, i den sydvästra delen av landet, omkring 470 kilometer sydväst om provinshuvudstaden Chengdu. Antalet invånare är 24 418. Befolkningen består av 11 805 kvinnor och 12 613 män. Barn under 15 år utgör 16,0 %, vuxna 15-64 år 72 %, och äldre över 65 år 11,0 %.
Genomsnittlig årsnederbörd är 1 137 millimeter. Den regnigaste månaden är juli, med i genomsnitt 320 mm nederbörd, och den torraste är januari, med 3 mm nederbörd.